# البحرية الرومانية
البحرية الرومانية ( (بالرومانية: Forțele Navale Române)‏ هو الفرع البحري للقوات المسلحة الرومانية؛ يعمل في البحر الأسود وفي نهر الدانوب. يعود تاريخها إلى عام 1860.

## التاريخ

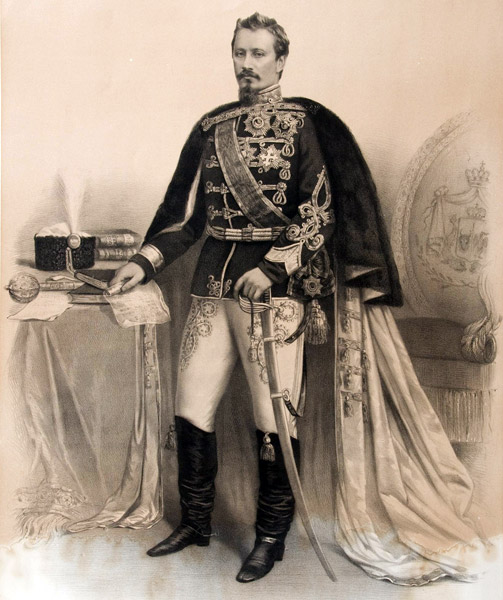
الكسندر ايوان كوزا، مؤسس البحرية الرومانية

تأسست البحرية الرومانية في عام 1860 كأسطول نهري على نهر الدانوب. بعد توحيد والاشيا ومولدافيا، قرر الكسندر ايوان كوزا، الحاكم الداخلي للإمارات الرومانية، في 22 أكتوبر 1860 بموجب الأمر رقم. 173 لتوحيد القوات البحرية في أسطول واحد. كانت البحرية مدربة ومنظمة من قبل الفرنسيين. تم إرسال الضباط في البداية إلى مركز بريست البحري للتدريب في فرنسا، حيث لم يكن في المدرسة العسكرية في بوخارست قسم بحري. كان القائد الأول للبحرية العقيد نيكولاي سترياد. تم إنشاء القاعدة لأول مرة في عام 1861 في إزمايل، ولكن تم نقلها لاحقًا في عام 1864 في برايلا وفي عام 1867 في جالاتي. كانت المعدات متواضعة في أحسن الأحوال، مع 3 سفن من والاشيا و3 سفن من مولدافيا، يديرها 275 بحارًا. كان الهدف الرئيسي للبحرية هو تنظيم وتدريب وتوسيع هذه القوة الصغيرة.

### البحرية الرومانية خلال فترة ما بين الحربين
| السفن الحربية التي تصورها برنامج 1937 | اكتسبت السفن الحربية حتى 23 أغسطس 1944   |
| ------------------------------------- | ---------------------------------------- |
| 1 طراد                                | 1 سفينة صغيرة / مرافقة                   |
| 4 مدمرات                              | 4 كاسحات ألغام مرافقة (بتكليف بعد الحرب) |
| 3 غواصات                              | غواصتان (بالإضافة إلى 5 غواصات قزمة)     |
| 2 كاسحات الغام                        | 2 كاسحات الغام                           |
| 10 MTBs                               | 20 MTBs                                  |

### الحرب العالمية الثانية وما بعد الحرب

#### الحرب العالمية الثانية السفن الحربية الرومانية أسطول البحر الأسود
تتألف القوات البحرية الرومانية في البحر الأسود من أربعة مدمرات، وأربعة زوارق طوربيد، وثماني غواصات، وثلاث غواصات صغيرة، وعطاء غواصة، وثلاثة زوارق حربية، وسفينة تدريب واحدة.